# مادالينا ديانا غينا
مادالينا ديانا غينا (بالرومانية: Mădălina Ghenea)‏ (من مواليد 8 أغسطس 1987) ممثلة وعارضة أزياء رومانية. بدأت مسيرتها المهنية في عرض الأزياء عندما كانت تبلغ من العمر 15 عامًا، وبدأت تقديم عروض جاتينوني في ميلانو بإيطاليا. اشتهرت بدورها في فيلم الإثارة خوف عميق وظهورها القصير في دور صوفيا لورين في فيلم بيت غوتشي.

## روابط خارجية
- مادالينا ديانا غينا في قاعدة بيانات الأفلام على الإنترنت
- مادالينا ديانا غينا على موقع IMDb (الإنجليزية)
- مادالينا ديانا غينا على موقع ألو سيني (الفرنسية)
- مادالينا ديانا غينا على موقع أول موفي (الإنجليزية)
- مادالينا ديانا غينا على موقع قاعدة بيانات الفيلم (الإنجليزية)
- مادالينا ديانا غينا على موقع كينوبويسك (الروسية)
- مادالينا ديانا غينا على موقع دليل عارضات الأزياء (الإنجليزية)